# Nuret-le-Ferron
 Nuret-le-Ferron  es una población y comuna francesa, en la región de  Centro, departamento de Indre, en el distrito de Le Blanc y cantón de Saint-Gaultier.

## Demografía
| 447 | 411 | 376 | 319 | 308 | 315 |
| Para los censos de 1962 a 1999 la población legal corresponde a la población sin duplicidades (Fuente: INSEE [Consultar]) |     |     |     |     |     |